# 篠路福移湿原

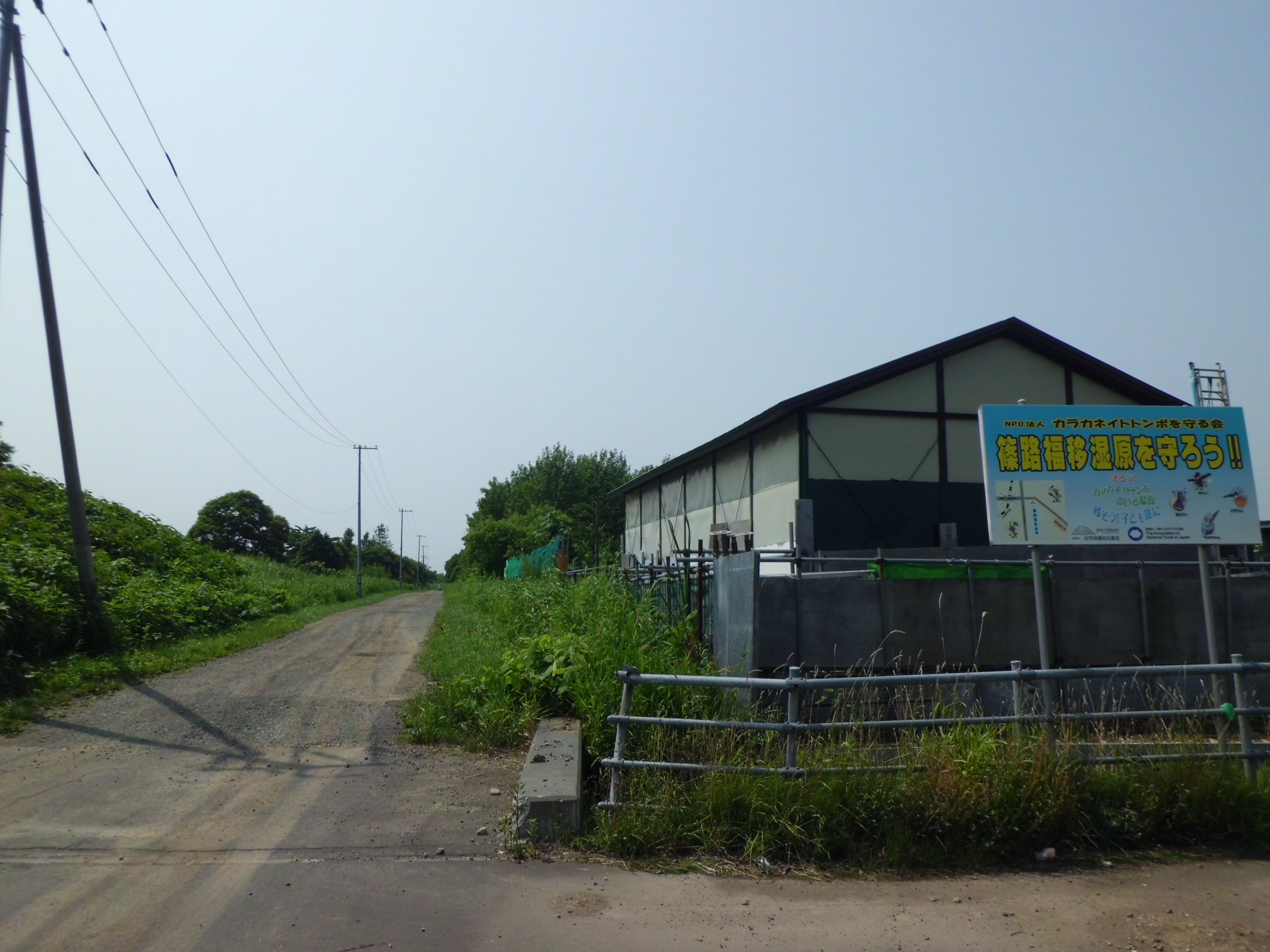
北海道道128号札幌北広島環状線より湿原へと続く道の入り口

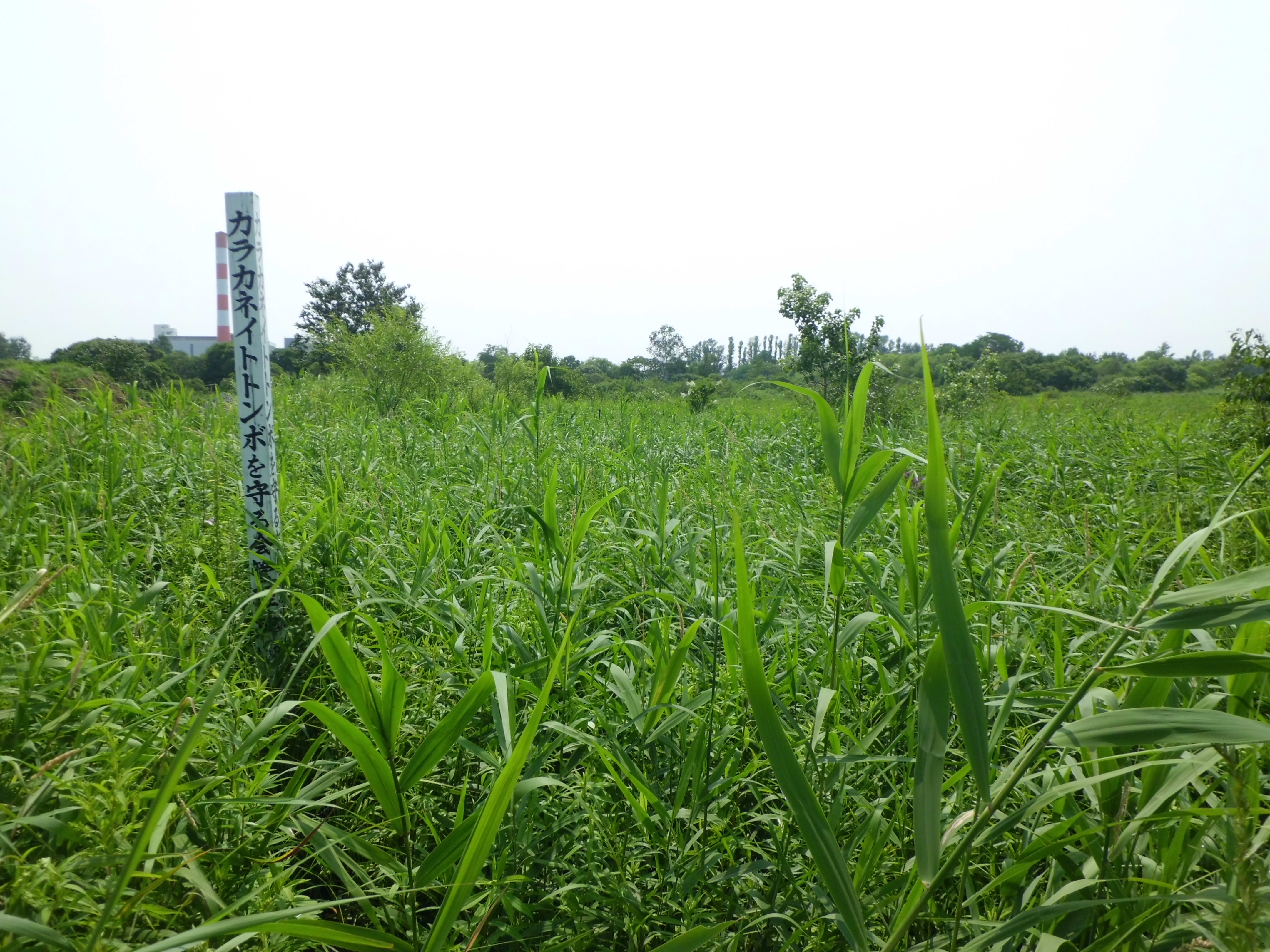
「カラカネイトトンボを守る会」管理地であることを示す標柱

篠路福移湿原（しのろふくいしつげん）は、北海道札幌市北区篠路町福移にある湿原。篠路清掃工場の西側に隣接する「あいの里・福移の森緑地」のさらに西側にある。
かつては日本の環境省によるレッドデータブックに掲載されていた希少種「カラカネイトトンボ」が生息するのは、札幌市内でこの場所のみ。

## 歴史
篠路福移湿原は、和人の入植以前に広がっていた石狩湿原のわずかな名残のひとつである。福移の開拓が始まったころに暖房用として切り出された泥炭の跡が、深さ1 - 2メートルほどの四角い池となり、そのおかげで湿原の水域が広がった。
しかし原野商法の対象とされたことで一帯は600筆以上の地権者の私有地となり、不法投棄もあいまって、権利がうやむやのままに土地の埋め立てが進行するようになった。
1995年（平成7年）、北海道札幌拓北高等学校の理科研究部によってカラカネイトトンボの生息状況調査が始まり、翌1996年（平成8年）には「カラカネイトトンボを守る会」が結成され、環境保全運動が行われるようになった。このころ湿原の面積はまだ20ヘクタール以上あった。
ところが2001年（平成13年）4月、排雪業者が南側から急激に埋め立てを進めたことにより、湿原の面積は5ヘクタール以下にまで激減した。対抗策として「カラカネイトトンボを守る会」はNPO法人化し、自ら土地を買い上げるナショナルトラスト運動を開始した。会の活動は一定の成果を生み、2014年（平成26年）6月の時点で購入・賃貸あわせて11510平方メートルを管理地とするに至った。
その一方で業者の埋め立て活動はいっこうに止む気配がなかったため、「カラカネイトトンボを守る会」は残土受入差止等請求事件として札幌地方裁判所に提訴。2014年7月の判決では、会が購入した土地の大部分に残土を搬入しないよう命じられたものの、業者が許諾を得た土地に搬入するのは自由となり、篠路福移湿原は公的保存の対象とはならなかった。
2016年（平成28年）、最高裁にて「守る会」の敗訴が確定した。業者による残土の搬入先が、会の所有地だと特定できないというのが理由である。この件について業者の社長は「法律に従い、札幌市にも届け出て適正に事業を行っている」と主張している。また札幌市は、啓発活動などで「守る会」に協力できるとしつつも、具体的な保全策の実行については、民有地であることを理由に慎重な姿勢を崩していない。